# Gersten-Segge
Die Gersten-Segge (Carex hordeistichos) ist eine in Mitteleuropa heimische Seggenart (Carex) aus der Familie der Sauergräser (Cyperaceae). Sie ist eine verschiedenährige Segge.

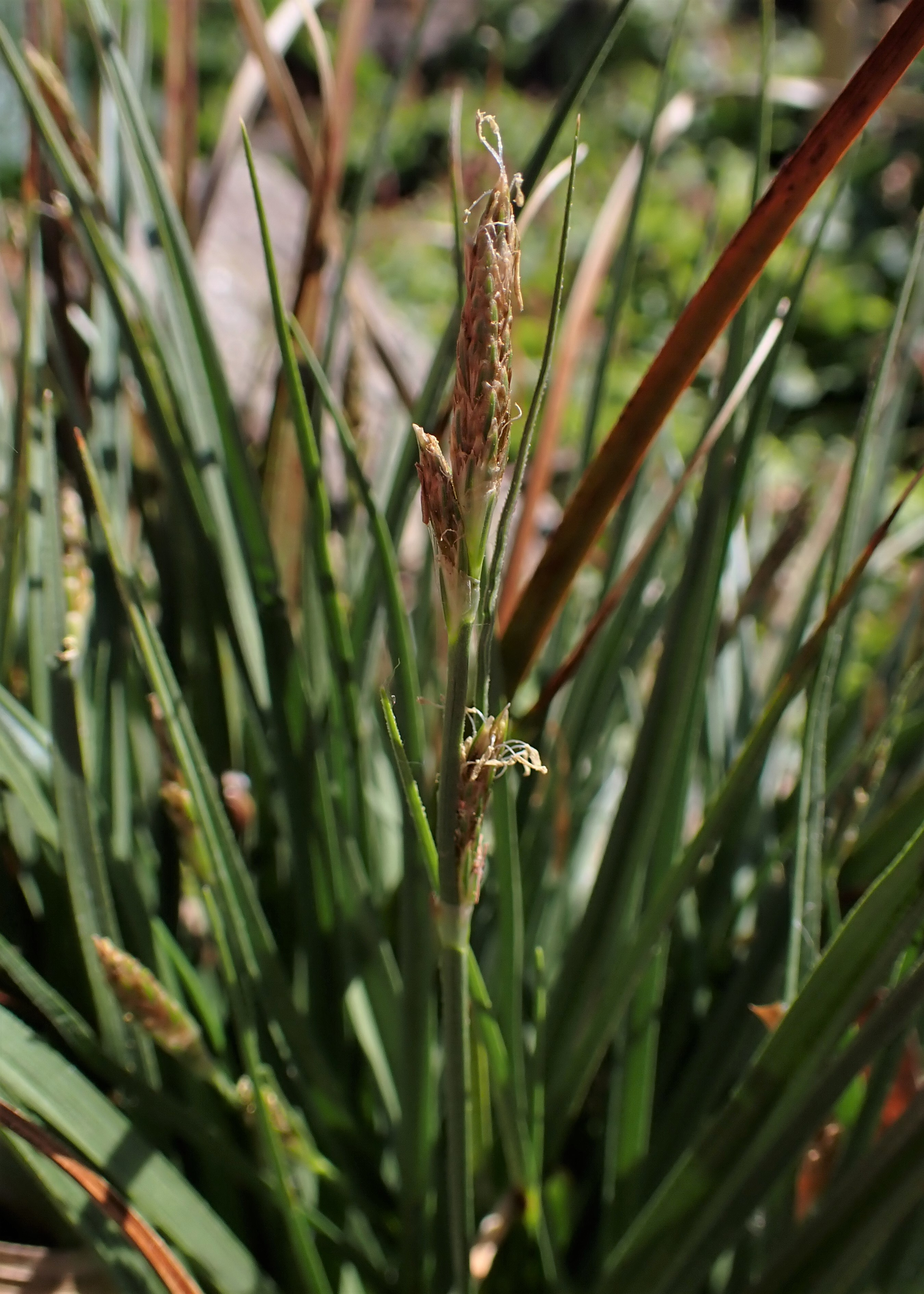
Gersten-Segge (Carex hordeistichos)

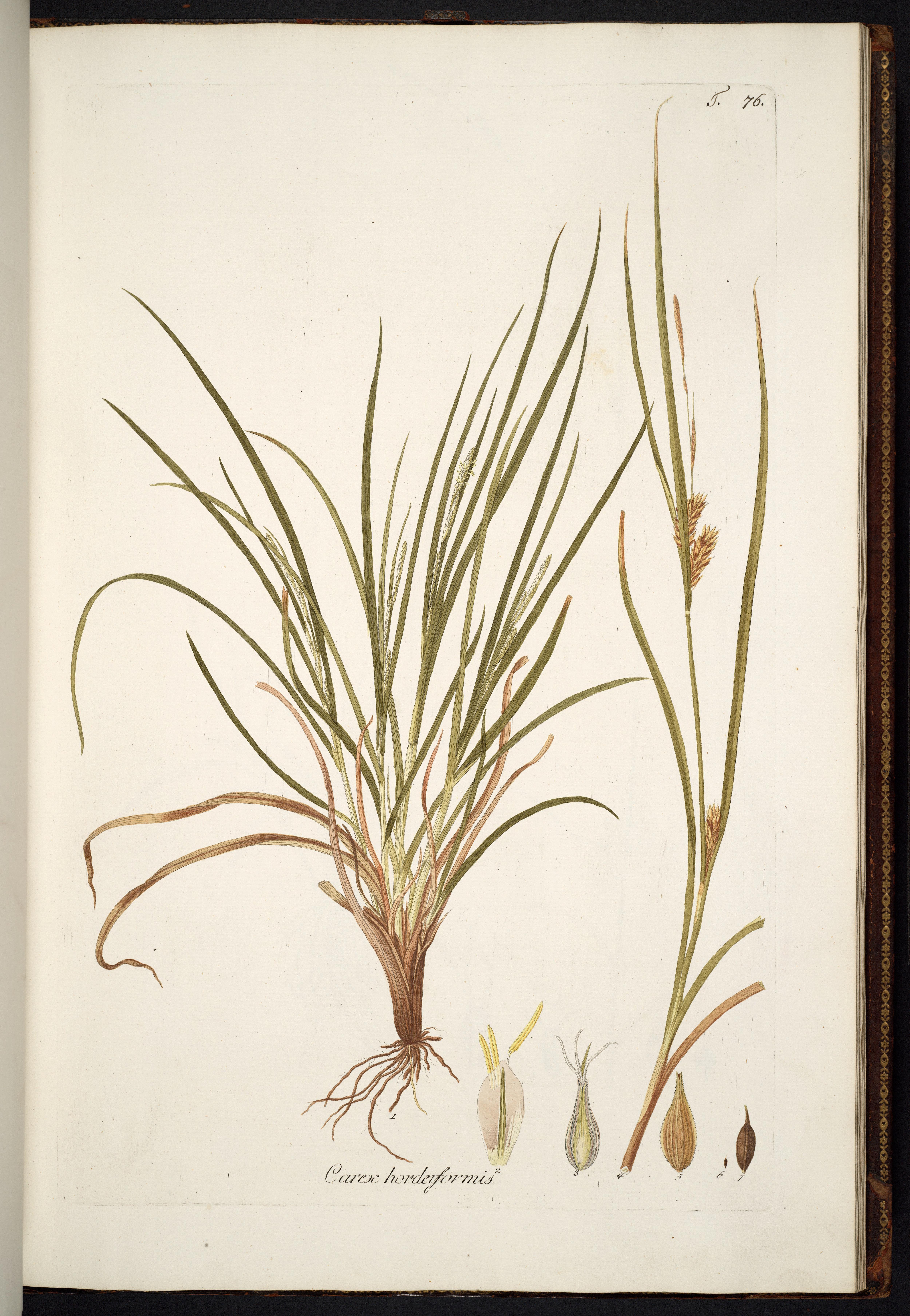
Gersten-Segge, Illustration

## Beschreibung

### Vegetative Merkmale
Die Gersten-Segge ist eine ausdauernde Pflanze und wächst niederliegend bis aufsteigend. Sie wird 10 bis 30 (selten 50) Zentimeter hoch. Die Stängel sind glatt und stumpf dreikantig; sie sind bis 2 Millimeter dick und am Grund noch dicker. Die Blätter sind 3 bis 5 Millimeter breit, steif lederig und einfach rinnig. Am Rand sind sie rau, und sie sind wesentlich länger als der Stängel. Die grundständigen Blattscheiden sind gelb- bis schwarzbraun und faserig.

### Generative Merkmale
Blütezeit ist Mai bis Juli. Der Blütenstand, der oft schon in der Nähe des Stängelgrundes beginnt, umfasst 1 bis 3 männliche Ährchen und 3 bis 4 darunter stehende weibliche Ährchen. Die männlichen Ährchen sind einander genähert, aber von den weiblichen entfernt. Die Hüllblätter sind lang scheidig, groß und überragen den Stängel. Das unterste Hüllblatt hat eine lange Blattscheide. Die männlichen Ährchen sind schlank, schmal zylindrisch bis etwas keulenförmig; das oberste ist am größten, es ist 10 bis 30 Millimeter lang und 2 bis 4 Millimeter breit. Die Spelzen der männlichen Blüten sind bleich bräunlich mit weißhäutigen Rändern. Die weiblichen Ährchen sind sitzend oder gestielt. Der Stiel des untersten Ährchens ist bis 5 Zentimeter lang und zum größten Teil in der Scheide des Hüllblatts verborgen. Die weiblichen Ährchen sind aufrecht, eiförmig bis länglich, 20 bis 30 Millimeter lang und 8 bis 10 Millimeter breit. Die Spelzen der weiblichen Blüten sind breit eiförmig, stumpf bis spitz, hellbraun, etwas glänzend, mit grünem Mittelstreifen und weißhäutigen Rändern und viel kürzer als die Schläuche. Der Griffel trägt drei Narben. Die Schläuche sind deutlich und regelmäßig vier- bis fünfreihig angeordnet; sie sind eiförmig mit flacher Bauchseite und stark konvexem Rücken; sie sind nach oben ziemlich allmählich in den langen, an den Rändern geflügelten und fein rauen, zweizähnigen Schnabel verschmälert. Sie sind 9 bis 10 Millimeter lang und etwa 3 Millimeter breit, längsnervig, zuletzt strohgelb bis bräunlich. Die Fruchtwand it schwammig. Die Frucht ist länglich bis verkehrt eiförmig, stumpf dreikantig, etwa 4 Millimeter lang, kastanienbraun, glänzend, und mit derbem Griffelrest.
Die Chromosomenzahl beträgt 2n = 56 oder 60.

## Verbreitung
Die Art ist in Europa bis zum Iran und Kasachstan und außerdem im nordwestlichen Afrika beheimatet.  Sie ist ein meridionales bis subtemperates, subkontinentales Florenelement. Das Hauptverbreitungsgebiet der Art liegt in Südwestsibirien und in Südeuropa (bis ins östliche Mittelmeergebiet und nach Südfrankreich). In Europa hat sie Vorkommen in den Ländern Spanien, Frankreich, Deutschland, Tschechien, Slowakei, Österreich, Ungarn, Kroatien, Serbien, Bosnien-Herzegowina, Kosovo, Nordmazedonien, Bulgarien, Rumänien, Moldau, Ukraine und Russland.

## Standorte und Verbreitung in Mitteleuropa
Die Gersten-Segge braucht lockeren Boden, der etwas kochsalzhaltig sein darf, in einem sommerwarmen und lufttrockenen Gebiet. Sie meidet daher Küsten. Sie wächst in Wiesen, Gräben, auf Wegen, auf salzhaltigen, feuchten und nährstoffreichen Böden. Sie kommt nur bis in die submontane Höhenstufe vor. Sie ist eine Charakterart des Juncetum compressi aus dem Verband Agropyro-Rumicion.
In Mitteleuropa ist sie sehr selten; sie kommt nur in Rheinhessen, in Sachsen-Anhalt zwischen Bode und Saale, in Thüringen in der Gera-Unstrutniederung sowie in Niederösterreich, im Burgenland und in Tschechien bei Klatovy vor. In Hessen in der Wetterau sind die Vorkommen erloschen.

## Taxonomie
Die Gersten-Segge wurde 1787 von Domínique Villars in Histoire des plantes du Dauphiné, Band 2, S. 221 als Carex hordeistichos erstbeschrieben. Das Epitheton "hordeistichos" leitet sich von lat. hordeum = Gerste und griechisch stichos = Reihe ab und bezieht sich auf die Schläuche, die wie bei der Gerste in Reihen stehen.